# LSI Logic
A LSI Corporation é uma empresa estadunidense de produtos eletrônicos sediada em Milpitas, Califórnia, que projeta ASICs, adaptadores RAID, sistemas de armazenamento e produtos para redes.